# Helius diffusus
Helius diffusus är en tvåvingeart som beskrevs av Alexander 1941. Helius diffusus ingår i släktet Helius och familjen småharkrankar. Inga underarter finns listade i Catalogue of Life.